# Branchinecta tolli
Branchinecta tolli är en kräftdjursart som först beskrevs av Georg Ossian Sars 1897.  Branchinecta tolli ingår i släktet Branchinecta och familjen Branchinectidae. Inga underarter finns listade.